# Erik Huseklepp
Erik Huseklepp é um atacante da Noruega que nasceu em 5 de Setembro de 1984 em Bærum. Atualmente joga no SK_Brann.

## Títulos
SK Brann
- Campeonato Norueguês de Futebol: 2007